# Stenocephalum
Stenocephalum es un género de plantas fanerógamas perteneciente a la familia de las asteráceas. Comprende 11 especies descritas y de estas, solo 5 aceptadas.

## Taxonomía
El género fue descrito por Carl Heinrich Bipontinus Schultz y publicado en Jahresbericht der Pollichia 20–21: 385–386. 1863. La especie tipo es Vernonia monticola Mart. ex DC = Stenocephalum apiculatum Sch.Bip.	

## Especies aceptadas
A continuación se brinda un listado de las especies del género Stenocephalum aceptadas hasta septiembre de 2012, ordenadas alfabéticamente. Para cada una se indica el nombre binomial seguido del autor, abreviado según las convenciones y usos.
- Stenocephalum apiculatum Sch.Bip.
- Stenocephalum hystrix (Chodat) H.Rob.
- Stenocephalum juncundum (Gleason) H.Rob.
- Stenocephalum megapotamicum (Spreng.) Sch.Bip.
- Stenocephalum tragiaefolium (DC.) Sch.Bip.